# Арагонская Википедия
Араго́нская Википе́дия (араг. Wikipedia en aragonés или Biquipedia) — раздел Википедии на арагонском языке, созданный 21 июля 2004 года.
По состоянию на 16 июля 2025 года Арагонская Википедия содержит 49 572 статей. Зарегистрировано 83 013 участников, из них 70 совершили какое-либо действие за последние 30 дней, 9 участников имеют статус администратора. Общее число правок составляет 2 306 484.

## История
Через год после основания Арагонская Википедия насчитывала 1 000 статей, последней из которых оказалась статья о городе Панама. К этому случаю подготовили специальный логотип заглавной страницы.
Через два года после основания Арагонская Википедия содержала 5 000 статей. 5 000-й статьёй оказалась статья Monesterio de Sant Chuan d’a Penya об арагонском монастыре.
Через четыре года после основания Арагонская Википедия содержала 10 000 статей. 10 000-й статьёй снова оказался Monesterio de Sant Per de Ciresa — также арагонский монастырь.
На 2010 год арагонская Википедия лидировала среди разделов на естественных языках по отношению числа статей к числу носителей языка: порядка 22,5 тысяч статей приходилось на примерно 10 тысяч человек, для которых арагонский язык был родным. Сам раздел занимал 71 место по числу статей. Раздел имел около 21 тысяч посещений в день, против 12 миллионов у Испанской википедии. По словам Хуана Пабло Мартинеса-Кортеса, одного из участников раздела: «У нас есть более чем пять миллионов слов, и это помогает нам сохранить и облагородить язык. Раньше он рассматривался как деревенский, но теперь мы можем говорить обо всём, а не только об овцах». Тогда же арагонский раздел являлся крупнейшим электронным корпусом текстов на арагонском языке.
16 марта 2011 года Арагонская Википедия содержала 25 000 статей. К этому случаю также выпустили специальный логотип заглавной страницы. В том же году в ней появился проект, посвящённый местным памятникам.